# Aleksander Berlin
Aleksander Jerzy Maria Berlin (ur. 26 sierpnia 1934 w Gdyni, zm. 8 stycznia 2022) – polski reżyser i tłumacz literatury dramatycznej, założyciel Teatru Pantomimy przy Politechnice Gdańskiej (1957), założyciel i reżyser Teatru Polskiego w Kilonii (1982). Założyciel i dyrektor Teatru Scena Polska Hamburg (1984). Założyciel i prezes Towarzystwa Polsko-Niemieckiej Współpracy Kulturalnej TEATR NAD ODRĄ we Wrocławiu (1993). Inicjator odbudowy pomnika Fryderyka Schillera w Parku Szczytnickim we Wrocławiu (1995). 